# Celio Aureliano
Caélio Aureliano (fl. siglo V) de Sicca, en Numidia, fue un médico romano y escritor sobre tópicos médicos. Es principalmente conocido por su traducción del griego al latín de un trabajo de Sorano de Éfeso, Sobre enfermedades agudas y crónicas. Probablemente vivió en el siglo V, aunque algunos autores lo sitúan dos o tres siglos más temprano. En favor de la fecha más posterior está a naturaleza de su latín, que muestra una fuerte tendencia hacia el romance, y la similitud de su lengua con la de Casio Felix, un también conocido escritor médico africano, que en torno a 450, escribió un pequeño tratado, basado principalmente en Galeno.
Existe una traducción de Aureliano de dos trabajos de Sorano de Éfeso (siglo II), el representante principal de la escuela metódica de medicina, sobre enfermedades crónicas y agudas—Tardae o Pasiones Crónicas, en cinco libros, y Celeres o Pasiones Agudas en tres. La traducción, que es de especial valor desde que se perdió el original, muestra que Sorano posee considerable habilidades prácticas en el diagnóstico de enfermedades, tanto ordinarias como excepcionales. Es importante en lo que el contienen sobre numerosas referencias a los métodos de autoridades médicas primitivas.
Poseemos considerables fragmentos de su Medicinales Responsiones, también adaptado de Sorano, un tratado general sobre medicina en la forma de preguntas y respuestas; también trata de reglas de salud (salutaria praecepta) y de la patología de enfermedades internas (ed. Rose, Anecdota Graeca et Latina, ii., 1870). Donde es posible comparar la traducción de Aureliano con el original—como un fragmento de su Ginaecia con el de Sorano Περὶ γυναικείων Παθῶν— descobre-se que está literal, pero condensada.
No hay aparentemente ningún manuscrito de los tratados existentes.
En sus textos, Aureliano escribe sobre el médico griego del siglo II, Apolonio Glauco, autor de varios trabajos sobre enfermedades internas. Aureliano cita una pasaje sobre el tema de las lombrices.